# Bisceglie (cognome)
Bisceglie è un cognome di lingua italiana.

## Varianti
Bisceglia, Visceglia, Visceglie.

## Origine e diffusione
Cognome tipicamente meridionale, è presente prevalentemente in Puglia e Campania.
Potrebbe derivare dal toponimo Bisceglie. È affine al cognome Veglia.

## Persone
- Christian Bisceglia – regista, sceneggiatore e produttore cinematografico italiano
- Domenico Bisceglia – patriota, politico e avvocato italiano
- Marco Bisceglia – prete italiano
- Vitangelo Bisceglia – botanico, agronomo e professore universitario italiano